# Зурбаев, Сабир
Сабир Зурбаев (род. 1893 — ум. 1970, Гурьевская область) — советский казахский хозяйственный и политический деятель.

## Биография
Окончил Доссорскую школу ликвидации безграмотности (1926) и 6-месячный курс руководящих работников в Москве (1939).
В 1911—1925 гг. — рабочий на нефтяных приисках Доссора, ключник, бурильщик, плотник в мастерской механика. В 1925—1938 годах — помощник мастера, мастер бурения Макатского нефтепромыслового района. В 1938—1941 гг. — директор промысла Доссор. В 1941—1943 гг. — начальник канцелярии месторождения Доссор.
В 1943—1947 гг. — заместитель председателя Макатского районного исполнительного комитета; заведующий районного совета социального обеспечения Макатского района. В 1947—1949 гг. — заместитель директора ГПК Макат. В 1949—1956 гг. — начальник отделения, начальник цеха, буровой мастер Ескенского месторождения.
Избирался депутатом Верховного Совета СССР (1937).

## Награды
Награжден орденами Ленина, «Знак Почёта», медалями.